# Отборочный турнир в олимпийскую сборную США по лёгкой атлетике 1968 — бег на 400 метров (мужчины)
| Вид соревнований       | Отборочный турнир в олимпийскую сборную США по лёгкой атлетике |
| Дисциплина             | Бег 400 м среди мужчин                                         |
| Полуфинальный турнир   |                                                                |
| Место проведения       | Лос-Анджелес                                                   |
| Число участников       | 16                                                             |
| Предварительные забеги | 29.08.1968                                                     |
| Финал                  | 30.08.1968                                                     |
| Финальный турнир       |                                                                |
| Место проведения       | Эхо-Саммит                                                     |
| Число участников       | 11                                                             |
| Предварительные забеги | 12.09.1968                                                     |
| Четвертьфиналы         | 13.09.1968                                                     |
| Полуфиналы             | 13.09.1968                                                     |
| Финал                  | 14.09.1968                                                     |

## История
Олимпийские игры 1968 года проводились поздней осенью, в середине октября, когда в высокогорном субтропическом Мехико кончался сезон дождей. Между отборочным турниром в олимпийскую сборную США, который традиционно проводится в июне, и стартами Олимпиады возникал значительный разрыв — около четырёх месяцев, затруднявший эффективный отбор участников, находящихся накануне главного старта года в пике своей спортивной формы. Чтобы решить эту проблему, было решено провести отборочный турнир в два этапа. Первый этап (полуфинальный отборочный турнир) прошёл в Лос-Анджелесе 29–30 июня и отличался неопределённым статусом, плохой организацией, конфликтами между спортсменами, спортивным руководством и прессой. Как следствие, результаты соревнований оказались невысокими. Основной отборочный турнир прошёл в Эхо-Саммит 6—16 сентября в условиях, максимально приближённых к высокогорному Мехико. Эти соревнования давали окончательную олимпийскую путёвку и отличались напряжённой борьбой и результатами мирового уровня.
Чтобы максимально приблизить отборочный турнир к условиям Олимпиады, соревнования финального турнира проводились по олимпийской четырёхкруговой системе (забеги — четвертьфиналы — полуфиналы — финалы). Поскольку в соревнованиях участвовало всего 11 бегунов, забеги и четвертьфиналы не осуществляли реального отбора, а служили имитацией для турнирных нагрузок, которые ожидались на Олимпийских играх. Так, условием выхода в четвертьфинал было выполнение относительно лёгкого квалификационного норматива 48,0 с, с которым справились все спортсмены. В полуфинал проходили четверо лучших в каждом из двух четвертьфиналов плюс ещё один с лучшим временем. Таким образом, в полуфинале оказались 9 из 11 спортсменов, участвовавших в забегах 1-го круга. Фактически, с полуфиналов начинался традиционный двухкруговой турнир, принятый на чемпионатах США.

## Финальный отборочный турнир (Эхо-Саммит)

### Ход соревнований
Несмотря на минимальный отсев в первых двух кругах соревнований, уже в четвертьфинале развернулась острая борьба. Оба победителя четвертьфиналов, Ли Эванс и Уэйн Колетт, показали гроссмейстерский результат 44,9 по ручному секундомеру (электронное время 44,97 и 45,04 с), причём 18-летний Колетт (будущий серебряный призёр мюнхенской Олимпиады 1972 года) установил новый мировой рекорд среди юниоров.
Первым из борьбы вышел Эмметт Тейлор, чемпион студенческого чемпионата США 1968 года в беге на 200 метров. Накануне в предварительных забегах он имел лучший результат среди всех участников (45,3 с), но в четвертьфинале показал только 49,4 с. Во втором четвертьфинале неудача постигла Джима Бёрнетта. С неплохим результатом 45,6 с он остался только шестым и не прошёл в полуфинал.
Полуфиналы состоялись вечером того же дня. Один из главных фаворитов, Винсент Мэттьюз, за две недели до этого превысивший мировой рекорд, показал весьма посредственный результат 48,7 с, однако благодаря тому, что истративший все свои силы в четвертьфинале Колетт на смог финишировать, а Генри Смозерс сошёл с дистанции из-за приступа острой боли, Мэттьюз занял в забеге третье место и оказался в финале.
Во втором полуфинале победили Ли Эванс и Ларри Джеймс, будущие золотой и серебряный призёр Олимпиады в Мехико. Хэл Френсис и Майк Мондане финишировали с одинаковым временем, но Френсис немного опередил соперника и стал шестым финалистом.
В финале главными претендентам и на победу считались Ли Эванс и Винсент Мэттьюз. Мэттьюз 31 августа 1968 года в Эхо-Саммит, за две недели до отборочного турнира на предотборочных соревнованиях «для разогрева» (англ. warm-up meet) показал результат 44,4 с, превышающий мировой рекорд Томми Смита (44,5 с). Результат, однако, не был ратифицирован в качестве мирового рекорда, так как Мэттьюз бежал в нестандартных шиповках. Это были «шиповки-щётки» (англ. brush-spikes) фирмы «Пума», подошвы которых были покрыты множеством мелких острых иголок. На этот раз Мэттьюз бежал в обычных шиповках, зато «шиповки-щётки» были у другого фаворита Ли Эванса.
Стремясь реабилитировать себя за неудачное выступление в полуфинале, Мэттьюз начал очень быстро, на отметке 200 метров он зафиксировал 20,7 с, что было равносильно самоубийству. Ли Эванс и Ларри Джеймс имели на этой отметке 21,2 с, то есть отставали от лидера на 5 метров. На третьей стометровке силы Мэттьюза иссякли, и на отметке 300 метров Эванс и Джеймс его настигли. Рон Фримен бежал позади Кемпа и Фрэнсиса, но ускорился к концу дистанции и за 75 метров до финиша обошёл их, а за 20 метров до финиша настиг и Мэттьюза.
Эванс финишировал первым с феноменальным результатом 44,0 с (электронное время 44,06 с), на полсекунды лучше мирового рекорда Томми Смита. Джеймс, истративший к концу дистанции все силы, на последних шагах сбросил скорость и остался вторым с не менее прекрасным результатом 44,1 с (44,19). Результат Эванса (так же как незадолго до этого 44,4 с Мэттьюза и 19,7 с Джона Карлоса на 200-метровой дистанции) не был ратифицирован в качестве мирового рекорда, так как Эванс бежал в «шиповках-щётках». Мировым рекордом был признан результат 44,1 Ларри Джеймса, который использовал шиповки фирмы «Адидас».

### Дальнейшие события
После финиша Эванс сказал: «Я надеялся выбежать из 44 секунд» (англ. I had hoped to run in the 43 s). Он достиг этого через месяц, в финале Олимпийских игр в Мехико, где показал результат 43,86 с. Из 44 секунд выбежал и занявший второе место Ларри Джеймс (43,97 с). Третье место на Олимпиаде в Мехико занял Рон Фримен с результатом 44,41 с.
Через несколько дней эстафетная команда США, где кроме Эванса, Джеймса и Фримэна выступал Винсент Мэттьюз, установила мировой рекорд в эстафете 4×400 м (2.56,16), который продержался 24 года. Рон Фримэн, бежавший на втором этапе, прошёл свою 400-метровку за 43,2 с.
В течение последующих 20 лет рубеж 44 секунды оставался неприкосновенным для других спортсменов. Только в 1988 году сразу трое спортсменов (Харри Рейнольдс, Стив Льюис и Дэнни Эверетт) смогли его превзойти.

### Эффект высокогорья
В 1968 году 4 американских легкоатлета в общей сложности 13 раз преодолели рубеж 45 секунд. За всё время до 1968 года это произошло только 8 раз. Влияние высокогорья можно проследить по следующей таблице, где показаны личные рекорды сильнейших американских бегунов на 400 метров до соревнований в Эхо-Саммит, и результаты, показанные в Эхо-Саммит.
| Участник        | Личный рекорд до Эхо-Саммит | Результат в Эхо-Саммит | Прогресс |
| --------------- | --------------------------- | ---------------------- | -------- |
| Ли Эванс        | 44,9                        | 44,0                   | +0,9     |
| Ларри Джеймс    | 45,2                        | 44,1                   | +1,1     |
| Рон Фримен      | 45,4                        | 44,6                   | +0,8     |
| Винсент Мэттьюз | 45,0                        | 44,4                   | +0,6     |
| Джим Кемп       | 45,4                        | 45,2                   | +0,2     |
| Хэл Фрэнсис     | 45,6                        | 45,2                   | +0,4     |
| Уэйн Коллетт    | 45,8                        | 44,9                   | +0,9     |
| Генри Смозерс   | 45,7                        | 45,5                   | +0,2     |
| Майк Мондане    | 45,6                        | 45,3                   | +0,3     |
| Эмметт Тейлор   | 45,1                        | 45,3                   | –0,2     |
| Бёрнетт, Джим   | 45,8                        | 45,5                   | +0,3     |

### Результаты соревнований

#### Шестёрка лучших
Эхо-Саммит, 12—14.09.1968
| № | Время | Участник       | Клуб         | Эл.   | Дор. | Пр. |
| - | ----- | -------------- | ------------ | ----- | ---- | --- |
| 1 | 44,0  | Эванс, Ли      | SJS          | 44,06 | 6    | WR  |
| 2 | 44,1  | Джеймс, Ларри  | Vill         | 44,19 | 3    | WR  |
| 3 | 44,6  | Фримэн, Рон    | Ariz St      | 44,62 | 2    |     |
| 4 | 44,8  | Мэттьюз, Винс  | NYPC         | 44,86 | 5    |     |
| 5 | 45,2  | Кемп, Джим     | US-A         | –     | 1    |     |
| 6 | 45,2  | Фрэнсис, Хэлen | Arkansas A&M | -     | 4    |     |

#### Предварительные забеги
Эхо-Саммит, 12.09.1968
| №       | Время   | Участник         | Клуб         | Эл.     |         |         |         |
| Забег 1 | Забег 1 | Забег 1          | Забег 1      | Забег 1 | Забег 1 | Забег 1 | Забег 1 |
| ------- | ------- | ---------------- | ------------ | ------- | ------- | ------- | ------- |
| 1       | 45,3    | Тэйлор, Эмметт   | Ohio         | 45,43   |         |         |         |
| 2       | 45,6    | Коллетт, Уэйн    | UCLA         | 45,71   |         |         |         |
| 3       | 45,9    | Фримэн, Рон      | Ariz St      | 46,01   |         |         |         |
| 4       | 46,1    | Мондане, Майкen  | Iowa         | 46,21   |         |         |         |
| 5       | 46,1    | Бёрнетт, Джимen  | PPC          | 46,25   |         |         |         |
| 6       | 46,1    | Смозерс, Генриen | Arkansas A&M | 46,28   |         |         |         |
| Забег 2 |         |                  |              |         |         |         |         |
| 1       | 46,1    | Эванс, Ли        | SJS          | 46,20   |         |         |         |
| 2       | 46,3    | Кемп, Джим       | US-A         | 46,51   |         |         |         |
| 3       | 46,8    | Джеймс, Ларри    | Vill         | 46,92   |         |         |         |
| 4       | 47,0    | Фрэнсис, Хэлen   | Arkansas A&M | 47,12   |         |         |         |
| 5       | 47,1    | Мэттьюз, Винс    | NYPC         | 47,21   |         |         |         |

#### Четвертьфиналы
Эхо-Саммит, 13.09.1968
| №               | Время           | Участник         | Клуб            | Эл.             |                 |                 |                 |
| Четвертьфинал 1 | Четвертьфинал 1 | Четвертьфинал 1  | Четвертьфинал 1 | Четвертьфинал 1 | Четвертьфинал 1 | Четвертьфинал 1 | Четвертьфинал 1 |
| --------------- | --------------- | ---------------- | --------------- | --------------- | --------------- | --------------- | --------------- |
| 1               | 44,9            | Эванс, Ли        | SJS             | 44,97           |                 |                 |                 |
| 2               | 45,2            | Мондане, Майкen  | Iowa            | 45,31           |                 |                 |                 |
| 3               | 45,3            | Джеймс, Ларри    | Vill            | 45,34           |                 |                 |                 |
| 4               | 45,3            | Кемп, Джимen     | US-A            | 45,35           |                 |                 |                 |
| 5               | 49,4            | Тэйлор, Эмметт   | Ohio            |                 |                 |                 |                 |
| Четвертьфинал 2 |                 |                  |                 |                 |                 |                 |                 |
| 1               | 44,9            | Коллетт, Уэйн    | UCLA            | 45,04           |                 |                 |                 |
| 2               | 45,1            | Мэттьюз, Винс    | NYPC            | 45,25           |                 |                 |                 |
| 3               | 45,2            | Фримэн, Рон      | Ariz St         | 45,34           |                 |                 |                 |
| 4               | 45,2            | Фрэнсис, Хэлen   | Arkansas A&M    | 45,34           |                 |                 |                 |
| 5               | 45,5            | Смозерс, Генриen | Arkansas A&M    | 45,62           |                 |                 |                 |
| 6               | 45,6            | Бёрнетт, Джимen  | PPC             | 45,69           |                 |                 |                 |

#### Полуфиналы
Эхо-Саммит, 13.09.1968
| №           | Время       | Участник         | Клуб         | Эл.         |             |             |             |
| Полуфинал 1 | Полуфинал 1 | Полуфинал 1      | Полуфинал 1  | Полуфинал 1 | Полуфинал 1 | Полуфинал 1 | Полуфинал 1 |
| ----------- | ----------- | ---------------- | ------------ | ----------- | ----------- | ----------- | ----------- |
| 1           | 45,6        | Фримэн, Рон      | Ariz St      |             |             |             |             |
| 2           | 45,6        | Кемп, Джимen     | US-A         |             |             |             |             |
| 3           | 48,7        | Мэттьюз, Винс    | NYPC         |             |             |             |             |
| –           | DNF         | Коллетт, Уэйн    | UCLA         |             |             |             |             |
| –           | DNF         | Смозерс, Генриen | Arkansas A&M |             |             |             |             |
| Полуфинал 2 |             |                  |              |             |             |             |             |
| 1           | 45,4        | Эванс, Ли        | SJS          | 45,59       |             |             |             |
| 2           | 45,7        | Джеймс, Ларри    | Vill         | 45,88       |             |             |             |
| 3           | 46,1        | Фрэнсис, Хэлen   | Arkansas A&M | 46,24       |             |             |             |
| 4           | 46,1        | Мондане, Майкen  | Iowa         | 46,29       |             |             |             |

#### Финал
Эхо-Саммит, 14.09.1968
| № | Время | Участник       | Клуб         | Эл.   | Дор. | Пр. |
| - | ----- | -------------- | ------------ | ----- | ---- | --- |
| 1 | 44,0  | Эванс, Ли      | SJS          | 44,06 | 6    | WR  |
| 2 | 44,1  | Джеймс, Ларри  | Vill         | 44,19 | 3    | WR  |
| 3 | 44,6  | Фримэн, Рон    | Ariz St      | 44,62 | 2    |     |
| 4 | 44,8  | Мэттьюз, Винс  | NYPC         | 44,86 | 5    |     |
| 5 | 45,2  | Кемп, Джимen   | US-A         | –     | 1    |     |
| 6 | 45,2  | Фрэнсис, Хэлen | Arkansas A&M | –     | 4    |     |

## Полуфинальный отборочный турнир (Лос-Анджелес)

### Ход соревнований
В финальном забеге в начале дистанции вперёд вырвался Ларри Джеймс, на отметке 150 м его догнал Винсент Мэттьюз. На финальном вираже впереди был уже чемпион студенческого чемпионата США 1967 года Эмметт Тейлор, вслед за ним шёл Ли Эванс. Как это часто случалось в карьере Ли Эванса, он вышел на первую позицию мощным рывком у самого финиша. В 1966—1968 годах Эванс трижды победил на чемпионате США, в 1968 году стал чемпионом студенческого чемпионата США, полуфинального и финального отборочного турниров и, наконец, Олимпийских игр в Мехико. Его способность выигрывать на самом финише, за счёт одной силы воли, следала его одним из величайших мастеров длинного спринта всех времён. После его ухода из спорта только Майкл Джонсон демонстрировал такое же преимущество перед соперниками.

### Результаты

#### Предварительные забеги
В финал выходят 4 лучших в каждом забеге
Лос-Анджелес, 29.06.1968
| №       | Время   | Участник          | Клуб         | Эл.     |         |         |         |
| Забег 1 | Забег 1 | Забег 1           | Забег 1      | Забег 1 | Забег 1 | Забег 1 | Забег 1 |
| ------- | ------- | ----------------- | ------------ | ------- | ------- | ------- | ------- |
| 1       | 46,2    | Бёрнетт, Джимen   | PPC          | 46,28   |         |         |         |
| 2       | 46,2    | Мэттьюз, Винс     | JC Smith     | 46,30   |         |         |         |
| 3       | 46,4    | Джеймс, Ларри     | Vill         | 46,47   |         |         |         |
| 4       | 46,5    | Френсис, Хэлen    | Arkansas A&M | 46,48   |         |         |         |
| 5       | 46,7    | Тёрнер, Томмиen   | Murray St    | 46,78   |         |         |         |
| 6       | 47,2    | Мондане, Майкen   | Iowa         | 47,07   |         |         |         |
| 7       | 47,2    | Тоблер, Бобen     | US-A         | 47,10   |         |         |         |
| 8       | 47,3    | Мортон, Дейвen    | Texas        |         |         |         |         |
| Забег 2 |         |                   |              |         |         |         |         |
| 1       | 45,8    | Эванс, Ли         | SJS          | 45,82   |         |         |         |
| 2       | 45,9    | Тейлор, Эмметт    | Ohio         | 45,89   |         |         |         |
| 3       | 45,9    | Фримен, Рон       | Ariz St      | 45,93   |         |         |         |
| 4       | 46,0    | Коллетт, Уэйн     | UCLA         | 46,00   |         |         |         |
| 5       | 46,1    | Смозерс, Генриen  | Arkansas A&M | 46,15   |         |         |         |
| 6       | 46,2    | Макалани, Хардиen | Tenn         | 46,17   |         |         |         |
| 7       | 46,73   | Кемп, Джимen      | US-A         | 46,73   |         |         |         |
| 8       | 46,85   | Ньюхауз, Фредen   | PV           | 46,85   |         |         |         |

#### Финал
Лос-Анджелес, 30.06.1968
| № | Время | Участник        | Клуб         | Эл.   | Дор. |
| - | ----- | --------------- | ------------ | ----- | ---- |
| 1 | 45,1  | Эванс, Ли       | SJS          | 45,17 | 6    |
| 2 | 45,1  | Тейлор, Эмметт  | Ohio         | 45,21 | 7    |
| 3 | 45,4  | Мэттьюз, Винс   | JC Smith     | 45,60 | 8    |
| 4 | 45,7  | Джеймс, Ларри   | Vill         | 45,67 | 4    |
| 5 | 45,8  | Коллетт, Уэйн   | UCLA         | 45,91 | 3    |
| 6 | 45,8  | Бёрнетт, Джимen | PPC          | 45,93 | 2    |
| 7 | 45,8  | Френсис, Хэлen  | Arkansas A&M |       | 1    |
| 8 | 46,1  | Фримен, Рон     | Ariz St      |       | 5    |